# Punxsutawney
Punxsutawney is een plaats (borough) in de Amerikaanse staat Pennsylvania, en valt bestuurlijk gezien onder Jefferson County.

## Demografie
Bij de volkstelling in 2000 werd het aantal inwoners vastgesteld op 6271.
In 2006 is het aantal inwoners door het United States Census Bureau geschat op 6073, een daling van 198 (-3.2%).

## Geografie
Volgens het United States Census Bureau beslaat de plaats een oppervlakte van
8,8 km², waarvan 8,8 km² land en 0,0 km² water. Punxsutawney ligt op ongeveer 383 m boven zeeniveau.

## Plaatsen in de nabije omgeving
De onderstaande figuur toont nabijgelegen plaatsen in een straal van 20 km rond Punxsutawney.

## Film
In Punxsutawney wordt elk jaar op 2 februari Groundhog Day gevierd. In deze plaats speelt de Amerikaanse komediefilm Groundhog Day van regisseur Harold Ramis uit 1993 zich af. De film gaat over een chagrijnige weerman (Bill Murray) die in dit kleine plaatsje een reportage moet verzorgen over het ontwaken van de bosmarmot en daar in een tijdlus verstrikt raakt.